# Транспортна площа (Запоріжжя)
Транспортна площа — площа в Олександрівському районі міста Запоріжжя на перетині центральної магістралі міста — проспекту Соборного та вулиць Поштової і Святого Миколая. 
Транспортна площа ще має назву — трамвайна транспортна розвилка, оскільки тут трамваї змінюють стрілки направлення руху на залізничний вокзал «Запоріжжя I» або в бік Шевченківськівського району.

## Історія
На перетині Транспортної площі та проспекту Соборного, 29/1 розташована будівля колишнього «Великого Московського готелю». У цьому житлового будинку, який був споруджений у 1903 році, дуже цікава історія. Багато відвідувачів побувало і в трактирі, і в ресторані на першому поверсі, і в житлових кімнатах на другому. Влітку 1917 року тут розташовувався ескадрон Кримського гусарського полку. Того ж року квартирувалася команда військових музикантів.
1919 року тут жили денікінські офіцери, а їх сусідами були їх завзяті вороги — більшовики. Вони влаштували конспіративну явочну квартиру під боком у білогвардійців — супротивник навіть і не здогадувався про це. 
Під час звільнення міста від німецьких загарбників, через площу 14 жовтня 1943 року з боку Південного вокзалу до центру міста йшли радянські танки, які прийняли нерівний бій з нацистами, але будинок готелю отримав незначні пошкодження.
У 1970-ті роки площа мала назву «Чекістів» на честь групи чекістів-розвідників групи Шепеля В.П., десантованим в окуповане німецькими військами Запоріжжя проти ночі з 18 на 19 травня 1942 році для ведення розвідки та здійснення диверсійних дій на дільниці залізничної лінії «Синельникове — Севастополь». На честь загиблої групи Шепеля В.П. у 1970 році, поруч з площею у Платонівському сквері встановлений пам'ятний монумент.

## Сучасність
У вересні — жовтні 2005 року реконструйовано трамвайний переїзд на Транспортній площі.
З 20 липня  по 1 жовтня 2012 року реконструйовано трамвайну колію на центральному проспекті на дільниці від вулиці Космічної до Транспортної площі, в ході якої прокладені «безшумні трамвайні колії» замість демонтованого старого трамвайного полотна, а також проведено оновлення контактної мережі.

## Перспективи
2016 року планувалося завершити проєктування ьп побудувати трамвайну лінію, що з'єднала б проспект Соборний та вулицю Земського лікаря Лукашевича. Ця гілка мала дати змогу прямувати зі сторони залізничного вокзалу Запоріжжя I у напрямку Шевченківського району без пересадок. Станом на 2017 рік відгалуження лінії так і не побудовано.

## Галерея

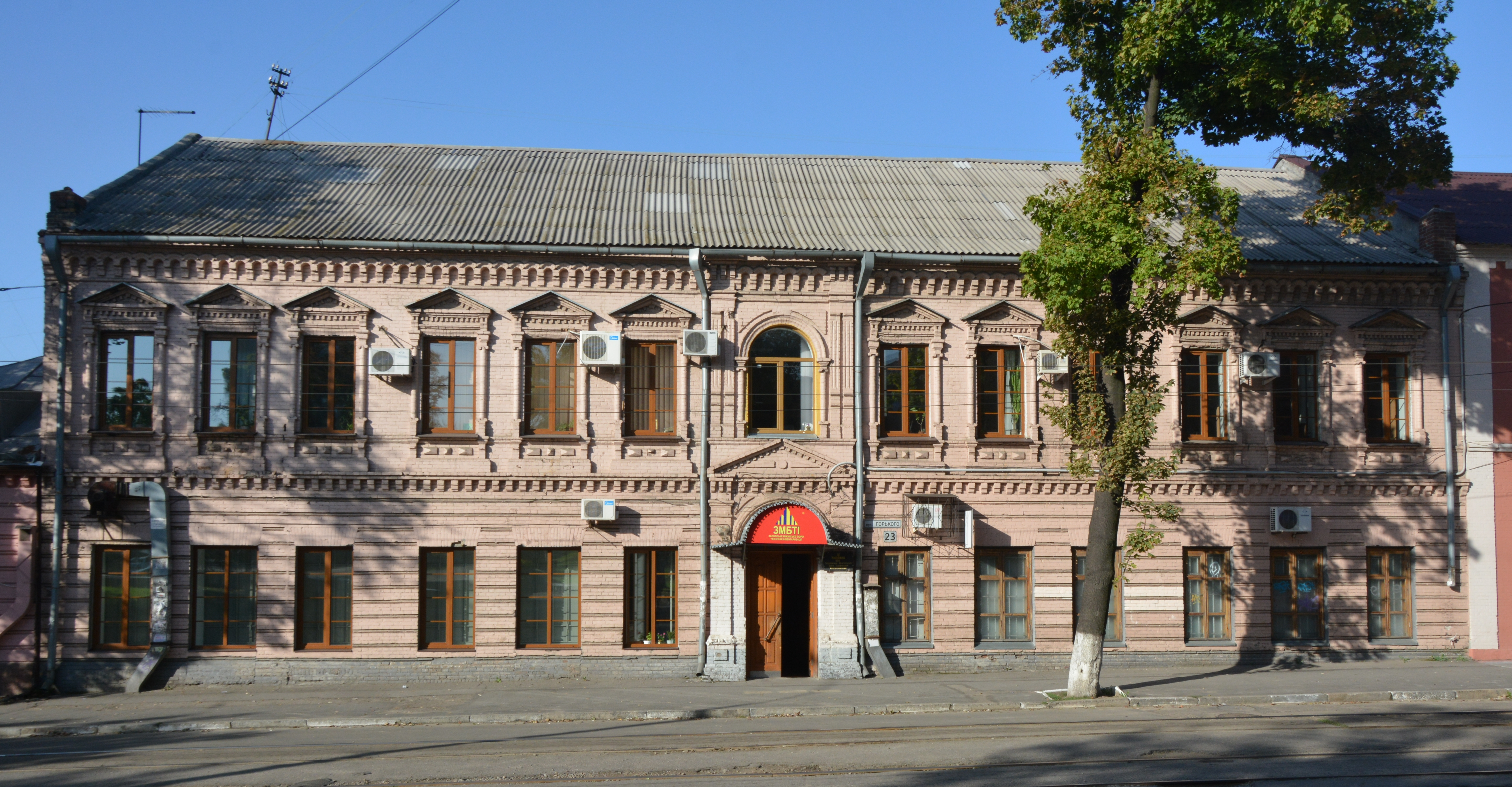
Прибутковий будинок Ф. Шенделя (зараз бюро технічної інвентаризації) поблизу Транспортної площі (вул. Поштова, 23)
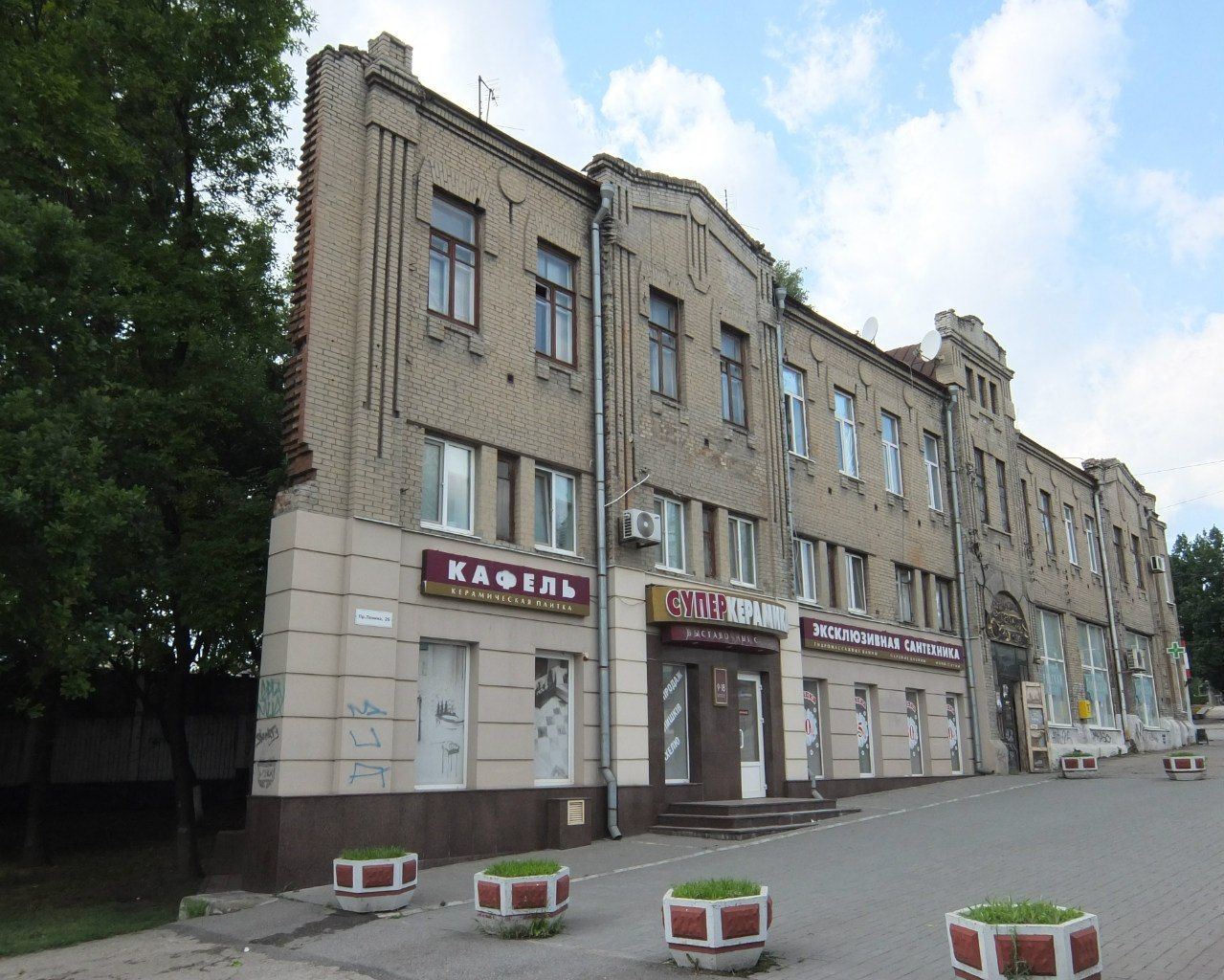
Будівля 1903 року. Колишній Великий Московський отель
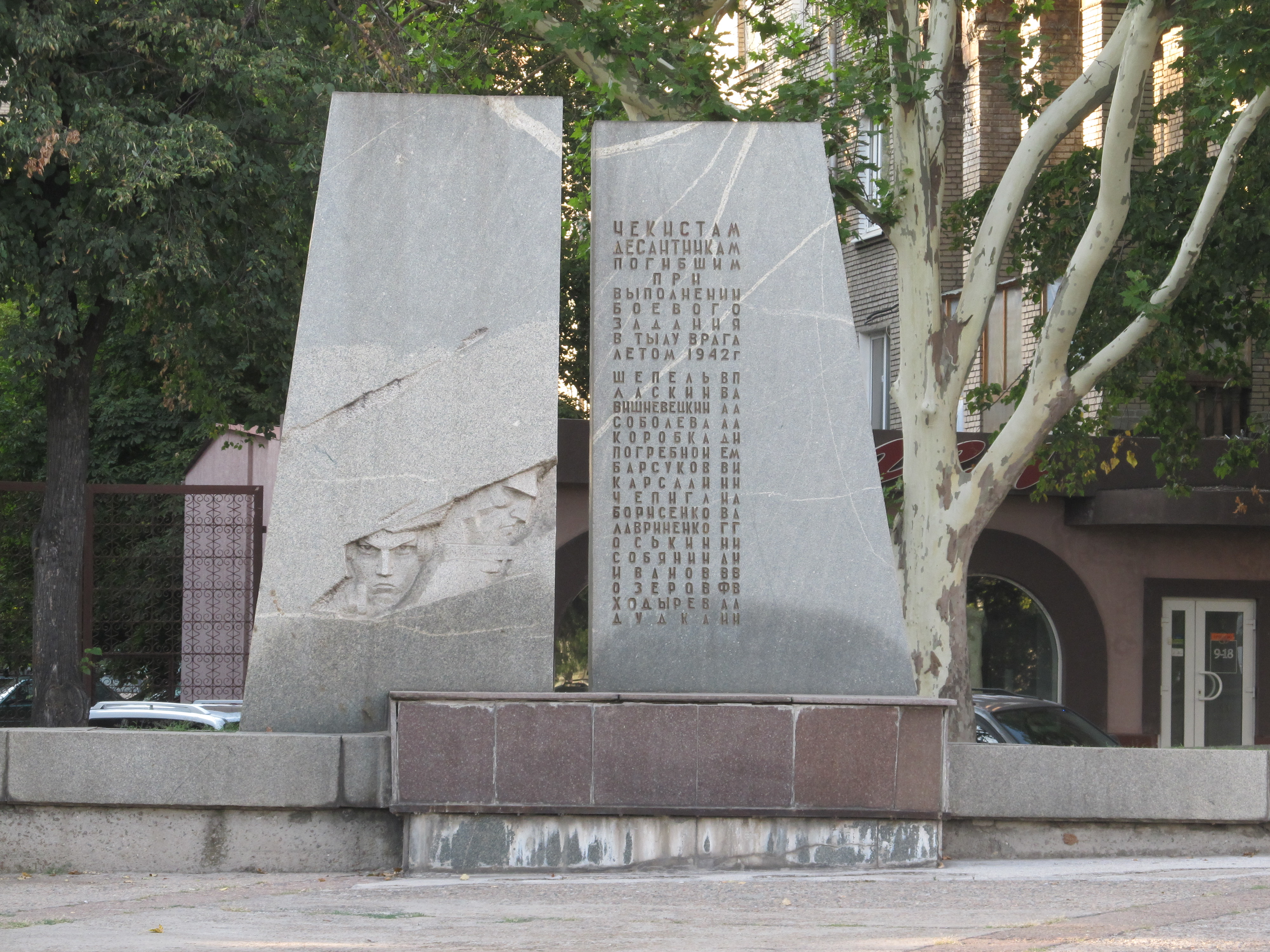
Пам'ятник на честь чекістів-десантників групи Шепеля В.П.